# Carol E. Dinkins
Carol Eggert Dinkins (* 9. November 1945 in Corpus Christi, Texas) ist eine US-amerikanische Rechtsanwältin auf dem Gebiet des Umweltrechts und Hochschullehrerin, die auch stellvertretende US Attorney General war.

## Leben
Nach dem Schulbesuch studierte sie zuerst Pädagogik an der University of Texas und erwarb dort 1968 einen Bachelor of Science (B.S. Education). Danach studierte sie die Rechtswissenschaften: zunächst von 1968 bis 1969 an der University of Texas und anschließend an der University of Houston, an der sie das Studium 1971 mit einem Juris Doctor (J.D.) beendete. Nach ihrer anwaltlichen Zulassung im Bundesstaat Texas war sie zuerst von 1971 bis 1973 Professorin an der University of Texas, ehe sie anschließend mehr als zehn Jahre als Rechtsanwältin tätig war.
1984 wurde Carol Dinkins, die auch Mitglied der Republikanischen Partei ist, als Deputy Attorney General stellvertretende US-Justizministerin und bekleidete diese Funktion bis 1985. Nach ihrem Ausscheiden aus diesem Amt war sie zwischen 1985 und 1991 nicht nur Direktor des Environmental Law Institute, sondern zwischen 1986 und 1999 auch Direktorin des Environmental and Energy Study Institute sowie von 1986 bis 2005 auch Trustee des Houston Museum of Natural Science. Darüber hinaus wurde sie Seniorpartner der Anwaltskanzlei Vinson & Elkins in Houston und befasst sich dort insbesondere mit Fragen des Umweltrechts.
Neben weiteren Tätigkeiten beim American Law Institute war sie danach zwischen 2005 und 2008 auch Mitglied des Board of Governors der American Bar Association. 2006 wurde Carol Dinkins Vorsitzende des Privacy and Civil Liberties Oversight Board, eines Gremiums zur Beratung des US-Präsidenten und anderer Regierungsmitglieder in Fragen der Beachtung privater und bürgerlicher Rechte.